# Paguristes frontalis
Paguristes frontalis is een tienpotigensoort uit de familie van de Diogenidae. De wetenschappelijke naam van de soort werd in 1836 voor het eerst geldig gepubliceerd door Henri Milne-Edwards.